# Festuca duriotagana
Festuca duriotagana är en gräsart som beskrevs av João Manuel Antonio do Amaral Franco och Rocha Afonso. Festuca duriotagana ingår i släktet svinglar, och familjen gräs. IUCN kategoriserar arten globalt som otillräckligt studerad.
Artens utbredningsområde är Portugal. Inga underarter finns listade i Catalogue of Life.